# Chionaema pusilla
Chionaema pusilla är en fjärilsart som beskrevs av Alfred Ernest Wileman 1910. Chionaema pusilla ingår i släktet Chionaema och familjen björnspinnare. Inga underarter finns listade i Catalogue of Life.

## Bildgalleri

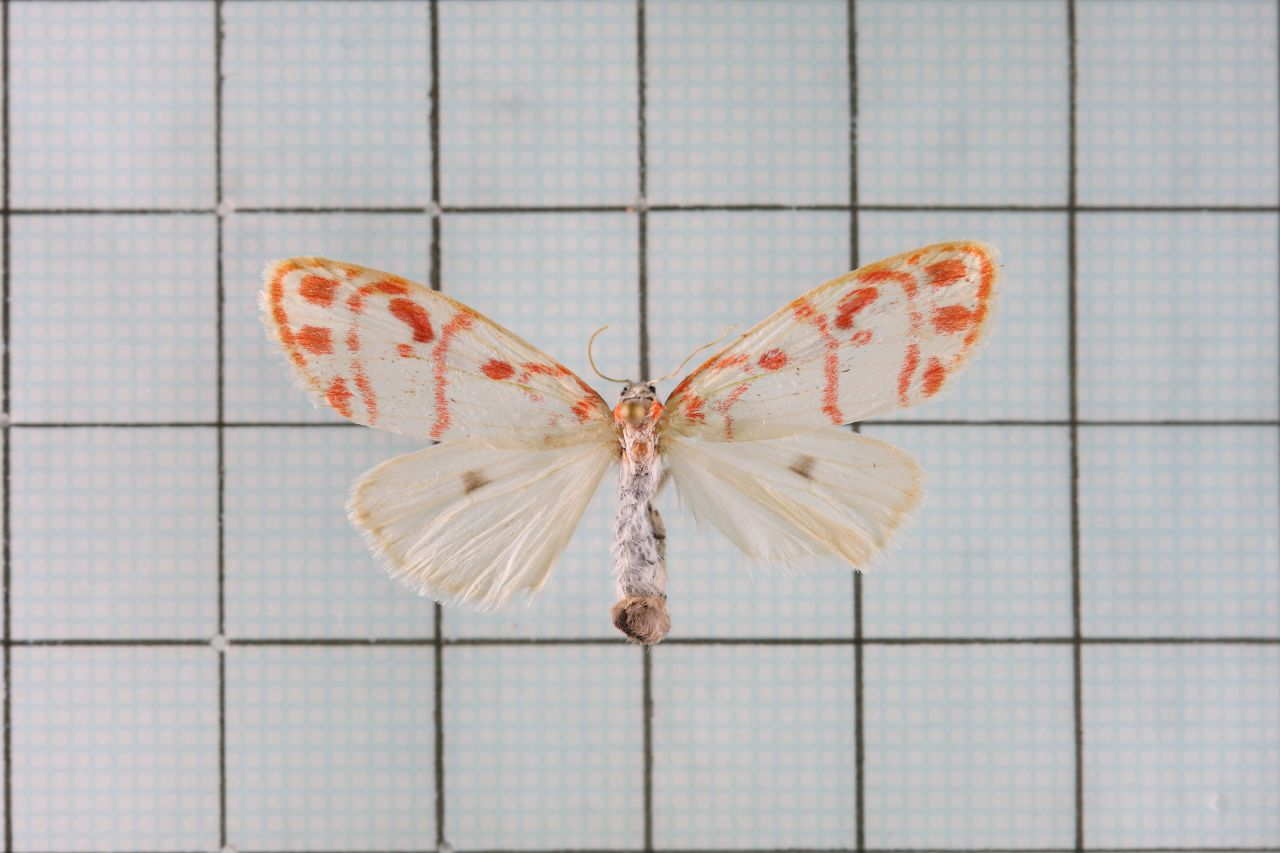
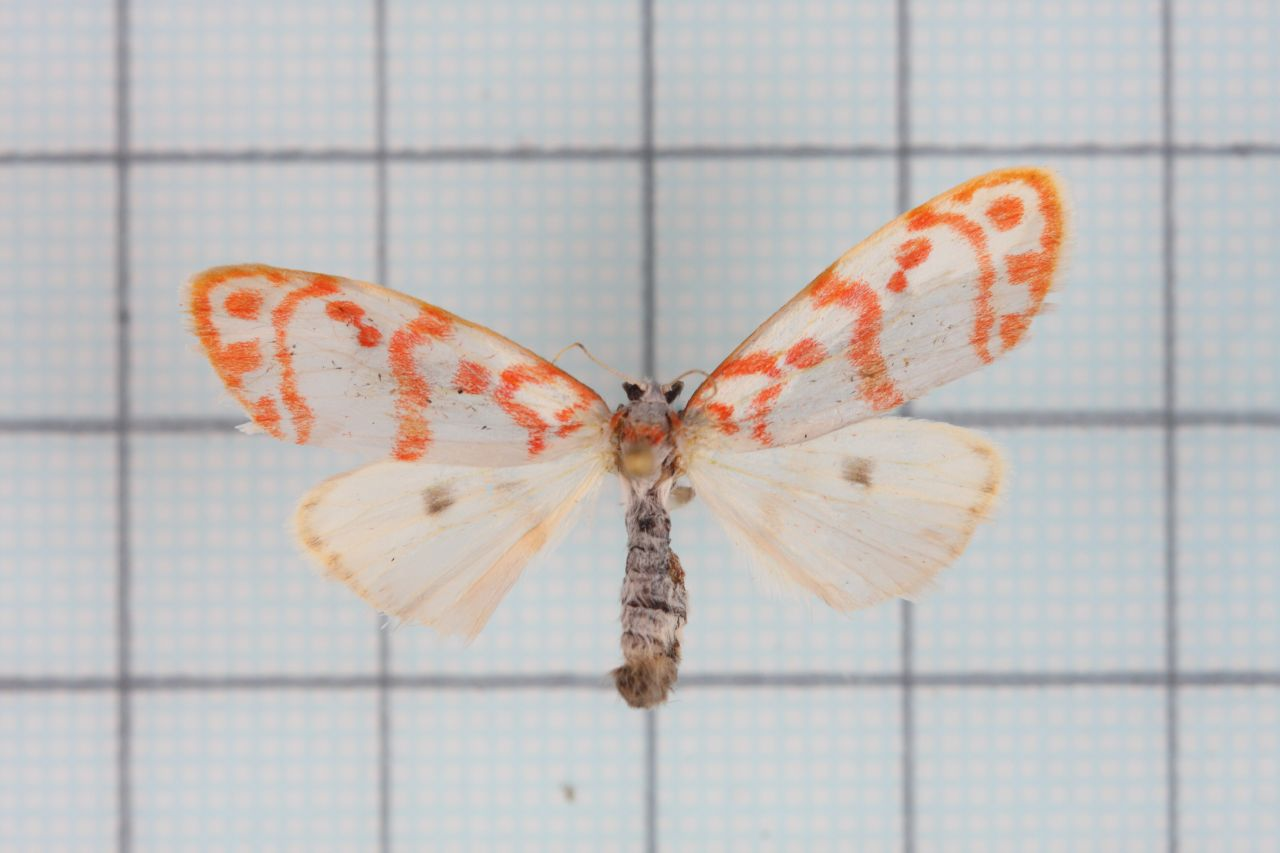